# Флорес Суньига, Херардо
Херардо Флорес Суньига (исп. Gerardo Flores Zúñiga; род. 5 февраля 1986, Хочитепек, Мексика) — мексиканский футболист, игравший на позиции защитника. Выступал за сборную Мексики.

## Клубная карьера
Флорес — выпускник футбольной академии клуба «Атлас». Свой первый сезон провел в аренде в клубах «Сакапатек» и «Селая». 2005 год Херардо провел в аренде в «Монтеррее», но и там не смог закрепиться в основном составе команды. 25 февраля 2008 года после возвращения в «Атлас» в поединке против «Монтеррея» он забил свой первый гол в мексиканской Примере.
Весной 2009 года Херардо вновь отправился в аренду — его новой командой стал «Хагуарес Чьяпас». 1 марта в поединке против «Индиос» Флорес дебютировал за новую команду.
Летом 2011 года Херардо перешёл в «Крус Асуль». 24 июля в матче против УАНЛ Тигрес он дебютировал за новую команду. 28 августа в поединке против УНАМ Пумас Флорес забил первый гол за клуб. В начале 2016 года он на правах аренды перешёл в «Толуку». 10 января в матче против УАНЛ Тигрес Херардо дебютировал за новую команду. 6 ноября в поединке против «Керетаро» Флорес забил свой первый гол за «Толуку». После окончания аренды Херардо вернулся в «Крус Асуль».

## Международная карьера
18 апреля 2013 года в товарищеском матче против сборной Перу Флорес дебютировал за сборную Мексики. В июне 2013 года попал в заявку сборной на участие в Кубке конфедераций.
Летом 2015 года Флорес попал в заявку на участие Кубке Америки в Чили. На турнире он сыграл в матчах против сборных Боливии, Чили и Эквадора.